# 山中義貞

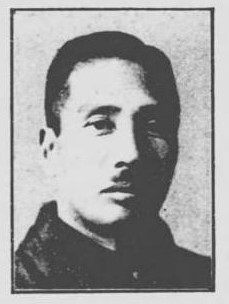
山中義貞

山中 義貞（やまなか よしさだ、1897年3月5日 - 1986年2月2日）は、日本の政治家。衆議院議員（1期）。

## 経歴
愛媛県出身。慶應義塾大学部理財科修業。土居村議、愛媛県議、小作調停委員、村農会長、宇摩郡煙害調査会長、愛媛県山林会評議員、土居村青少年団長、愛媛県青少年団副団長などを務める。
1942年の第21回衆議院議員総選挙では愛媛2区(当時)から翼賛政治体制協議会の推薦を受けて当選する。戦後は日本進歩党に入ったが、推薦議員のため公職追放となった。1951年追放解除。
このほか芸備銀行、伊予電気鉄道各(株)監査役、愛媛新聞、山中商店、南海放送各(株)社長、第一石産、日本ベルト各(株)会長、広島銀行、伊予鉄道各(株)取締役、県工業俱楽部会長、県体育協会会長、県公安委員、全日本剣道連盟副会長を歴任した。1986年死去。